# پترسهاوزن (کنستانتس)
پترسهاوزن (به آلمانی: Petershausen) یک منطقهٔ مسکونی در آلمان است که در کنستانتس واقع شده‌است. پترسهاوزن ۱۹٬۴۹۲ نفر جمعیت دارد.